# 拉莫特代格
拉莫特代格（法語：La Motte-d'Aigues，法語發音：[la mɔt dɛɡ]）是法国普罗旺斯-阿尔卑斯-蓝色海岸大区沃克吕兹省的一个市镇，属于阿普特区。

## 地理
拉莫特代格（43°46'24"N, 5°31'16"E）面积14.63 平方千米，位于法国普罗旺斯-阿尔卑斯-蓝色海岸大区沃克吕兹省，该省份为法国东南部内陆省份，北起德龙省，西北接阿尔代什省，西接加尔省，南至罗讷河口省，东南角与瓦尔省接壤，东临上普罗旺斯阿尔卑斯省。
与拉莫特代格接壤的市镇（或旧市镇、城区）包括：卡布里耶尔代格、佩潘代格、圣马丹德卡斯蒂永、圣马丹-德拉布拉斯克、萨讷、拉图尔代格。

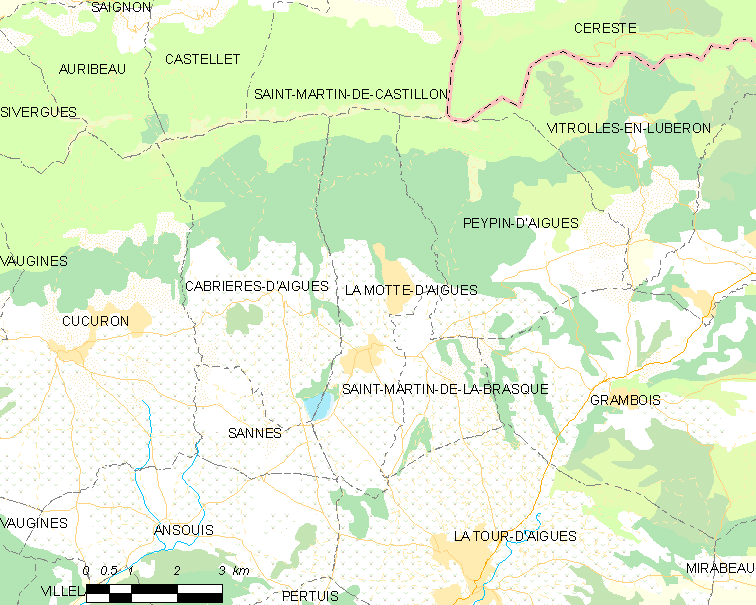
拉莫特代格的OSM定位图

拉莫特代格的时区为UTC+01:00、UTC+02:00（夏令时）。

## 行政
拉莫特代格的邮政编码为84240，INSEE市镇编码为84084。

## 政治
拉莫特代格所属的省级选区为佩尔蒂县。

## 人口

1962-2008年间拉莫特代格人口变化图示

拉莫特代格于2022年1月1日时的人口数量为1418人。